# Centrifugace
Centrifugace
je proces rozdělení částic pomocí odstředivé síly. Často jde o urychlení sedimentace. Zatímco při sedimentaci se částice rozdělují podle své hustoty vlivem gravitačního zrychlení, při centrifugaci na ně působí mnohem větší odstředivé zrychlení. Rozdělení směsi proto probíhá mnohem rychleji.
V nejjednodušších případech se centrifugace používá k oddělení pevných částic ze suspenze, např. k odstranění sraženin či krvinek z plné krve. Pomocí centrifugace je také možné rozdělit směsi nemísitelných kapalin. S využitím vysokých rychlostí, jichž se dosahuje ve vysokootáčkových centrifugách a ultracentrifugách, lze také separovat jednotlivé součásti buněk z buněčného lyzátu nebo rozdělit směsi makromolekul.

## Centrifugační zrychlení
Lze nahlédnout, že rozdělení směsi při centrifugaci bude probíhat tím rychleji, čím rychleji se bude točit rotor centrifugy. V praxi se většinou pracuje s veličinou označovanou jako relativní centrifugační síla. Udává, kolikrát je odstředivé zrychlení vyšší než tíhové zrychlení (g) a zpravidla se uvádí v násobcích g.
Snadno lze odvodit, že relativní centrifugační síla závisí na poloměru rotoru centrifugy a počtu otáček:
R = 1,12 · n2 · r · 10−5
kde R je relativní centrifugační síla, n je počet otáček rotoru za minutu a r je poloměr rotoru v centimetrech.
Rychlost, kterou se budou jednotlivé částice ve směsi během centrifugace pohybovat, se uvádí jako tzv. sedimentační rychlost. Za idealizovaných podmínek je úměrná odstředivému zrychlení (tedy relativní centrifugační síle) a rozdílu hustoty částice a prostředí, v němž je dispergována. Dále závisí na velikosti částice a viskozitě směsi.
Namísto sedimentační rychlosti se často pracuje se sedimentačním koeficientem – veličinou, která popisuje chování konkrétní částice bez ohledu na podmínky centrifugace. Sedimentační koeficient vlastně odpovídá sedimentační rychlosti v poli o jednotkovém zrychlení (tj. asi 10× menším, než je tíhové zrychlení). Udává se v sekundách, popřípadě se používá násobná jednotka Svedberg (1 Svedberg = 1 S = 10−13 s).

## Centrifugy
Pokud pro zpracování materiálu postačují malé relativní centrifugační síly (do 20 000× g či ještě méně), lze použít poměrně jednoduché nízkoobrátkové centrifugy. Pro sedimentaci velmi malých částic se používají ultracentrifugy, jejichž rotor pracuje ve vakuu, čímž se zamezí jeho brzdění vzduchem a zahřívání. Součásti ultracentrifug musejí odolávat obrovským silám a jsou proto velmi náročné na výrobu; cena ultracentrifug je proto vysoká.
Mezi nízkootáčkovými centrifugami a ultracentrifugami stojí tzv. vysokootáčkové centrifugy. Pracují bez vakua, lze však pomocí nich dosáhnout zrychlení až kolem 100 000× g.
Centrifugování při vyšších otáčkách by kvůli tření o vzduch vedlo k zahřívání vzorku, navíc biologické vzorky často musí být zpracovávány při nízkých teplotách. Centrifugy proto bývají často vybaveny chlazením.